# Betty Kretschmer
Beatriz "Betty" Kretschmer Ries de Buccicardi (Valparaíso, 24 de enero de 1928) es una exatleta chilena especialista en pruebas de velocidad y salto de longitud.

## Biografía
Nacida en Valparaíso en 1928, compitió en los Juegos Olímpicos de Verano de 1948, corriendo en las pruebas de 100 metros, 200 metros y en relevos femeninos.  Asimismo, fue parte del primer equipo femenino chileno en tomar parte de unos Juegos Olímpicos, junto a Marion Hube, Adriana Millard y Annegret Weller-Schneider.

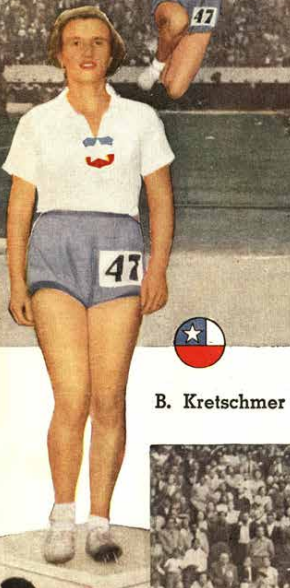
Betty Kretschmer en 1951

Fue medallista de oro en la prueba de salto de longitud y medallista de plata en relevos 4 × 100 metros en los Juegos Panamericanos de 1951 (junto a Adriana Millard, Hildegard Kreft y Eliana Gaete) y cuatro años después ganó otra medalla de bronce con el equipo de relevos de Chile en los Juegos Panamericanos de 1955. También quedó cuarta en los 200 m en los Juegos de 1951.
A nivel regional tuvo una larga carrera. Sus primeras medallas fueron dos platas en los 100 metros y 200 m en el Campeonato Sudamericano de Atletismo de 1943 . Obtuvo su primer título sudamericano en el Campeonato de 1945, logrando medalla de oro en la prueba de los 100 m  además de la de plata en los 200 m. Consiguió tres medallas de oro en el Campeonato Sudamericano de 1946, donde encabezó la clasificación en 100 metros, 200 m y en salto de longitud. Sus últimos éxitos fueron en el Campeonato Sudamericano de Atletismo de 1956, donde alcanzó medalla de oro en los 200 m campeón y medalla de plata en los 100 m.